# اوبردردینگن
اوبردردینگن (به آلمانی: Oberderdingen) یک شهر در آلمان است که در کارلسروهه واقع شده‌است. اوبردردینگن ۱۰٬۵۰۰ نفر جمعیت دارد.